# Ågerup
Ågerup – miasto w Danii, w regionie Zelandia, w gminie Roskilde.